# Malorie Blanc
Pour les articles homonymes, voir Blanc (homonymie).
Malorie Blanc, née le 6 janvier 2004, est une skieuse suisse spécialisée dans les disciplines de vitesse.
En 2024, elle est championne du monde junior de Super-G et de combiné par équipes, ainsi que vice-championne de descente. En janvier 2025, elle termine deuxième de la descente de Sankt Anton, pour son deuxième départ de Coupe du monde.

## Biographie
Malorie Blanc naît le 6 janvier 2004.
Elle habite à Ayent, dans le canton du Valais.

## Parcours sportif
Le 18 février 2024, elle doit faire ses débuts en Coupe du monde à Crans-Montana, en Suisse, à l'occasion du Super-G, mais elle se blesse au genou gauche quelques jours plus tôt en Coupe d'Europe, dans la même station,.
Au début du mois de décembre 2024, elle fait son retour à la compétition aux Etats-Unis avec deux Super-G comptant pour les courses FIS, pour un podium et une 4e place.
Le 16 décembre 2024, elle revient en coupe d'Europe, avec une quatrième place au Super-G de Zinal, en Suisse. Le lendemain, elle remporte sa première victoire européenne, pour le second Super-G organisé dans la station. Elle est dans la foulée ajoutée à la liste des Suissesses pour le courses de coupe du monde Saint-Moritz, en Suisse.  Le 21 décembre 2024, elle prend ainsi part au Super-G, dont elle ne franchit toutefois pas l'arrivée.
Le 11 janvier 2025, au départ de la descente de Sankt Anton, en Autriche, avec le dossard 46, elle obtient la deuxième place, à sept centièmes de Federica Brignone. Ce n'est que son deuxième départ en coupe du monde. Le lendemain, elle se classe 9e du Super-G de la même station, avec son dossard 33.

## Palmarès

### Coupe du monde
- Première course : 21 décembre 2024, Super-G de Saint-Moritz, DNF
- Premier top30 : 11 janvier 2025, descente de Sankt Anton, 2e
- Premier top10 : 11 janvier 2025, descente de Sankt Anton, 2e
- Premier podium : 11 janvier 2025, descente de Sankt Anton, 2e
- 1 podium : 1 deuxième place en descente.

### Championnats du monde
| Édition / Épreuve      | Super G | Descente | Slalom géant | Combiné par équipes |
| ---------------------- | ------- | -------- | ------------ | ------------------- |
| Mondiaux 2025 Saalbach | 12e     | 19e      | -            | -                   |

### Championnats du monde juniors
| Édition / Épreuve                      | Super G | Descente | Slalom géant | Combiné par équipes |
| -------------------------------------- | ------- | -------- | ------------ | ------------------- |
| Mondiaux juniors 2023 Sankt Anton      | 14e     | 13e      | -            | -                   |
| Mondiaux juniors 2024 Portes-du-Soleil | Or      | Argent   | DNF1         | Or                  |

### Coupe d'Europe
- Première course : 9 décembre 2021, Super-G de Zinal,  43e[15]
- Premier top30 : 19 février 2022, descente de Crans-Montana, 28e
- Premier top10 : 19 février 2023, descente de Crans-Montana, 5e
- Premier podium : 25 janvier 2024, Super-G d'Orcières Merlette 1850, 3e
- Première victoire : 17 décembre 2024, Super-G de Zinal
- Total : 4 podiums (en Super-G), dont 1 victoire

### Championnats suisses
Troisième du combiné alpin en 2022

### Championnats suisses juniors
Championne du combiné alpin en 2022
 Troisième de la descente en 2022